# Crno zlato
Crno zlato drugi je studijski album pjevačice Maye Berović. Izdao ga je IN Music u prosincu 2008. godine.

## Popis pjesama
| Br. | Skladba                     | Trajanje |
| --- | --------------------------- | -------- |
| 1.  | »Uspomene«                  | 3:45     |
| 2.  | »Crno zlato«                | 3:11     |
| 3.  | »Djevojački san«            | 3:11     |
| 4.  | »Ni za godina sto«          | 3:32     |
| 5.  | »Miris prevare«             | 3:43     |
| 6.  | »Ja volim za oboje«         | 3:18     |
| 7.  | »Ne vjerujem tvojim usnama« | 3:14     |
| 8.  | »Upoznaj me s njom«         | 4:02     |
| 9.  | »Loše vrijeme«              | 3:28     |
| 10. | »Sedativ«                   | 3:55     |

## Izdanja
| Regija | Datum | Format(i) | Izdavač  |
| ------ | ----- | --------- | -------- |
| Srbija | 2008. | CD        | IN Music |